# 이승율
이승율(李承律, 1952년 4월 24일~2022년 1월 2일)은 대한민국의 정치인이다. 제53·54대(민선 6·7기) 경상북도 청도군수이다. 청도군수 재임 중이던 2022년 1월 2일에 사망하였다.

## 학력
- 청도초등학교 졸업
- 모계중학교 졸업
- 모계고등학교 졸업
- 서라벌대학교 경찰복지행정과

## 경력
- 신한국당 청도지구당 청도연락소장
- 2006.07~2010.06 제5대 청도군의회 의원
  - 2008.07~2010.06 제5대 청도군의회 후반기 의장
- 2010.02~2014.03 제11대 청도농협 조합장
- 제13대 청도농협 조합장
- 2014.07~2021.12 제47·48대 민선 6·7기 경상북도 청도군수(재선, 자유한국당)

## 역대 선거 결과
|  | 22.41% |

|  | 50.17% |

|  | 62.92% |